# 피아노 삼중주 2번 (베토벤)
《피아노 삼중주 2번 사장조, 작품 번호 1-2》는 루트비히 판 베토벤에 의해 쓰인 피아노 삼중주로, 세 개의 삼중주로 이루어진 작품 번호 1 세트의 두 번째 작품이다. 참고로, 베토벤의 열두 개의 피아노 삼중주의 장르 일련번호는 표준화되어 있지 않으며, 다른 출처에서는 이 작품의 장르 일련번호가 2번이 아닌 다른 번호를 갖거나 주어지지 않았을 수도 있다.

## 개요
세 개의 삼중주, 작품 번호 1 세트 중 첫 번째의 삼중주는 1793년에서 1794년에 걸쳐 쓰이고, 두 번째와 세 번째의 삼중주는 1794년에서 1795년에 걸쳐 쓰였다. 그리고 이 세 개의 모든 삼중주의 헌정은 베토벤의 후원자인 카를 폰 리히놉스키 공작에게 이루어졌다. 리히놉스키는 또한 이 세 개의 삼중주 세트에 대한 첫 번째의 사적인 초연을 초연을 가능하게 했다. 이 세 개의 삼중주 세트는 1795년 10월에 리히놉스키 공작이 자금을 조달한 첫 번째 판으로 아르타리아 사를 통해 출판되었다. 이 때 아르타리아 사는 이 세 개의 삼중주 세트를 작품 번호 1로 편집하였고, 이전에 동일한 번호로 지정된 "피가로 변주곡"(이후의 WoO 40)을 다운그레이드했다. 베토벤은 출판할 가치가 있는 첫 작품을 삼중주로 보았기 때문에 이 번호를 택했을 가능성이 있다. 그러나 음악학자인 콘라트 퀴에스터는 작품 번호 1에 대한 그의 결정이, 자신에게 바쳐진 작품에 관하여 "상징적인 번호"를 원했던 리히놉스키로 거슬러 올라간다고 생각했다.

## 악장 구성
이 삼중주는 전 네 개의 악장으로 구성되어 있다. 연주 시간은 40분 정도 소요된다.

### 제1악장. 아다지오 - 알레그로 비바체
사장조. 소나타 형식. "3/4 박자 - 2/4 박자". 연주 시간 13분.
서주의 아다지오는 피아노의 부점 리듬으로 시작된다. 주요부의 알레그로 비바체는 제1주제가 피아노로 제시된다, 제2주제는 라장조이다.

### 제2악장. 라르고 콘 에스프레시오네
마장조. 소나타 형식. 6/8 박자. 연주 시간 13분.
제1주제도, 제2주제도 피아노에 의해 제시되며, 이것을 바이올린이 반복한다. 제2주제는 나장조이다. 

### 제3악장. 스케르초. 알레그로
사장조. 3/4 박자. 연주 시간 4분.
첼로에서 연주되는 주제 동기가 바이올린과 피아노의 저음부, 그리고 피아노의 고음부와 차례로 고음역에 계승되어 주제를 형성한다. 트리오는 나단조이다.

### 제4악장. 피날레. 프레스토
사장조. 2/4 박자. 연주 시간 10분.
제1주제는 바이올린이 으뜸음을 연타하며 시작된다. 제2주제는 라장조로, 피아노에 의해 제시된다.